# Estación Ichitsubo

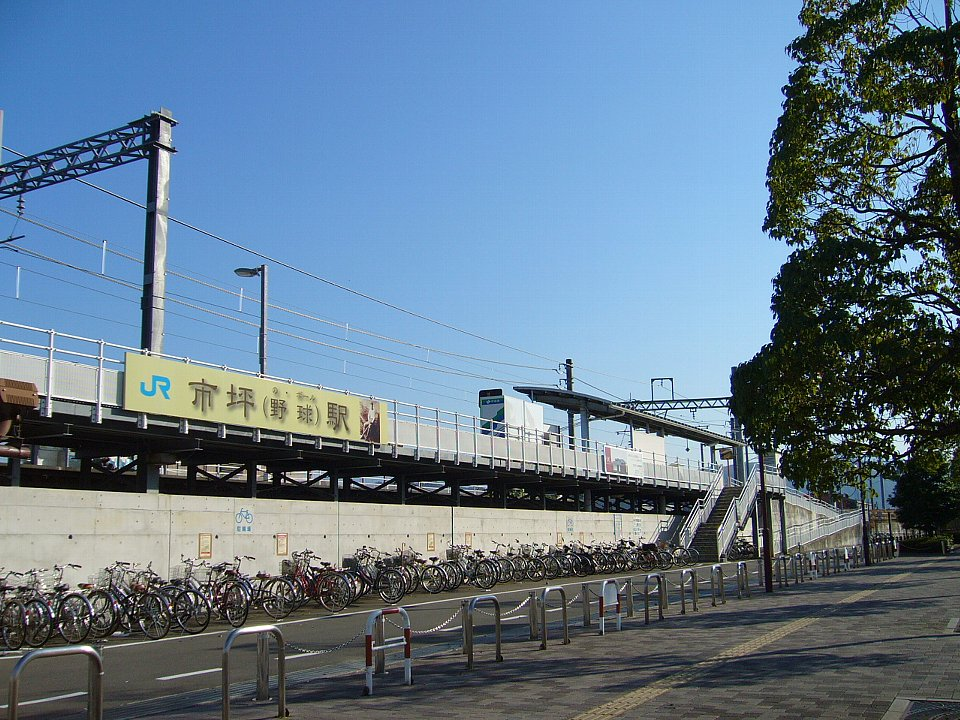
Exterior de la estación Ichitsubo

La estación Ichitsubo (市坪駅 Ichitsubo-eki?) es una estación de la línea Yosan de la Japan Railways que se encuentra en la ciudad de Matsuyama de la prefectura de Ehime. El código de estación es el "U01".

## Características
Es la última estación de la ciudad de Matsuyama en dirección a las ciudades de Iyo y Yawatahama.
La estación Ichitsubo habitualmente no cuenta con personal. Es la estación de acceso al estadio de béisbol del Parque Central de Matsuyama (松山中央公園野球場 Matsuyama Chūōkōen Yakyū-jō?), más conocido como estadio Botchan (坊っちゃんスタジアム Botchan Sutaji'amu?) en referencia a la obra Botchan de Sōseki Natsume, y al budokan de la prefectura de Ehime (愛媛県武道館 Ehime-ken Budōkan?). Por esta razón, cuando se realizan partidos de béisbol o conciertos masivos, concurre personal de la estación Matsuyama para facilitar el ascenso y descenso de pasajeros.

## Estación de pasajeros
Cuenta con dos plataformas, entre las cuales se encuentran las vías. Cada plataforma cuenta con un andén (andenes 1 y 2). 

### Andenes
| 1 | ● Línea Yosan | Hacia Iyo, Nagahama, Uchiko, Yawatahama y Uwajima (Cuando hay afluencia de público los servicios rápidos ingresan al Andén 2) |
| 2 | ● Línea Yosan | Hacia Matsuyama, Hojo, Imabari, Nyugawa y Saijō (Incluye todos servicios que tienen su cabecera en esta estación)             |

## Alrededores de la estación
- Parque Central de Matsuyama (松山中央公園 Matsuyama Chūō-kōen?)
  - Estadio de béisbol del Parque Central de Matsuyama (松山中央公園野球場 Matsuyama Chūōkōen Yakyū-jō?)
  - Hipódromo de Matsuyama (松山競輪場 Matsuyama-keirinjō?)
  - Budōkan de la prefectura de Ehime (愛媛県武道館 Ehime-ken Budōkan?)
- Prefectura de Ehime Matsuyama Central High School (愛媛県立松山中央高等学校 Ehime Kenritsu Matsuyama Chūō Kōtōgakkō?,  abreviado como 松山中央 Matsuyama Chūō)

## Historia
- 1964: el 1° de octubre se inaugura la estación Ichitsubo.
- 1987: el 1° de abril pasa a ser una estación de la división Ferrocarriles de Pasajeros de Shikoku de la Japan Railways.

## Estación anterior y posterior
- Línea Yosan 
  - Estación Matsuyama (Y55/U00) << Estación Ichitsubo (U01) >> Estación Kitaiyo (U02)